# Igors Pimenovs
Igors Pimenovs (ros. Игорь Пименов, Igor Pimienow; ur. 31 stycznia 1953) – łotewski polityk rosyjskiego pochodzenia, radny Rygi, od 2009 poseł na Sejm. 

## Życiorys
W 1975 ukończył studia na Wydziale Matematyki i Fizyki Łotewskiego Uniwersytetu Państwowego. W 2007 uzyskał wykształcenie ekonomicznego na tejże uczelni. Był pracownikiem Łotewskiej Akademii Nauk. Pełnił funkcję przewodniczącego  Stowarzyszenia Wspierania Łotewskich Szkół Rosyjskojęzycznych (LKMSAA/LAŠOR). Zasiadał w Radzie Miejskiej Rygi (2005–2010). Był kandydatem PCTVL w wyborach w 2002. W latach 2009 i 2010 uzyskiwał mandat posła na Sejm z listy Centrum Zgody. W wyborach w 2011 i 2014 uzyskiwał reelekcję. 
Był członkiem partii Nowe Centrum, obecnie zasiada we władzach Partii Socjaldemokratycznej „Zgoda”.